# Горење
Горење је словеначки произвођач великих кућних апарата, основан 1950. од стране Ивана Ателшека. Седиште му је у Велењу, у Словенији. Четврти је највећи произвођач кућних апарата у Европи. Кућни апарати се продају под сопственим брендовима компаније Gorenje, Asko, Mora, Atag, Pelgrim, Etna, Körting и Sidex, производе се у главном производном погону у Велењу, као и у фабрици кухињских апарата у Маријанским Удолима (Чешка) и у фабрици фрижидера и замрзивача у Ваљеву (Србија).
У јуну 2018. Хајсенс је стекао 95% већински удео у Горење групи.

## Историја
По налогу југословенске владе, у селу Горење је основано истоимено предузеће 1950., са Иваном Ателшеком на челу. 1958. почела је производња шпорета на чврсто гориво. 1960. седиште компаније се преселило у Велење, а првих 200 шпорета је извезено у Немачку годину дана касније. Седамдесетих година прошлог века, Горење је запошљавало 20000 људи. Продајна мрежа је проширена на Западну Европу и Аустралију. 1978. Горење је купило немачку компанију Körting, што је створило потребу за млазним пословним авионом у Горењу. Током 80-их се извоз проширио на Уједињено Краљевство и Сједињене Америчке Државе. Деведесетих је проширен извоз у Источну Европу. 1997. Горење је трансформисано у акционарско друштво.